# Daniel de León
Daniel de León (14 de diciembre de 1852 - 11 de mayo de 1914) fue un editor, traductor, político y sindicalista estadounidense. Marxista teórico ortodoxo, está considerado como el precursor del sindicalismo revolucionario y fue la figura principal en el Partido Socialista Laborista de América desde 1890 hasta el momento de su muerte.

## Biografía

### Nacimiento
Daniel de León nació el 14 de diciembre de 1852. Su lugar de nacimiento es objeto de varias discrepancias. Rodolfo Quintero y Hemmy Croe, escritores venezolanos del PCV, contraviniendo la información dada por el Partido Socialista Laborista Americano por la que su nacimiento fue en Curaçao, le atribuyen la nacionalidad venezolana.
En la obra de Quintero dedicada a de León, su autor se apoya en una referencia del Dictionary of American Biography donde se afirmaba que él decía ser venezolano, de familia aristocrática y rica de orígenes sefardíes. De su origen de clase se tiene certeza, pues tanto su madre, Sara Jesurun, como su padre, Salomón de León, provenían de acaudaladas familias de origen judío. Su padre fue además  sargento del ejército colonial holandés con una importante posición política en el gobierno de Curaçao.
Otro hecho que hace referencia a su posible origen venezolano es su matrimonio con Sara Lobo, la cual murió poco después del nacimiento de su primer hijo, Solón. Sara había nacido en Venezuela, donde su familia residía intermitentemente después de haberse mudado a Curaçao.

### Primeros años y formación académica
De León abandona Curaçao el 15 de abril de 1866 rumbo a Europa. En Alemania estudió en el Gymnasium de Hildesheim y en 1870 comenzienza us estudios universitarios en la Universidad de Leiden donde estudia medicina si bien no termina de graduarse.Hablaba fluidamente alemán , holandés, francés, inglés , griego clásico, latín además de español..En algún momento entre los años 1872 y 1874 emigró a Nueva York, con su esposa Sara y su madre, donde encuentra trabajo como profesor de latín, griego y matemáticas en una escuela de Westchester. En 1876 ingresó en el Columbia College, actualmente Columbia University, donde obtiene un LLB con honores dos años después.